# 克萊德斯巴赫河

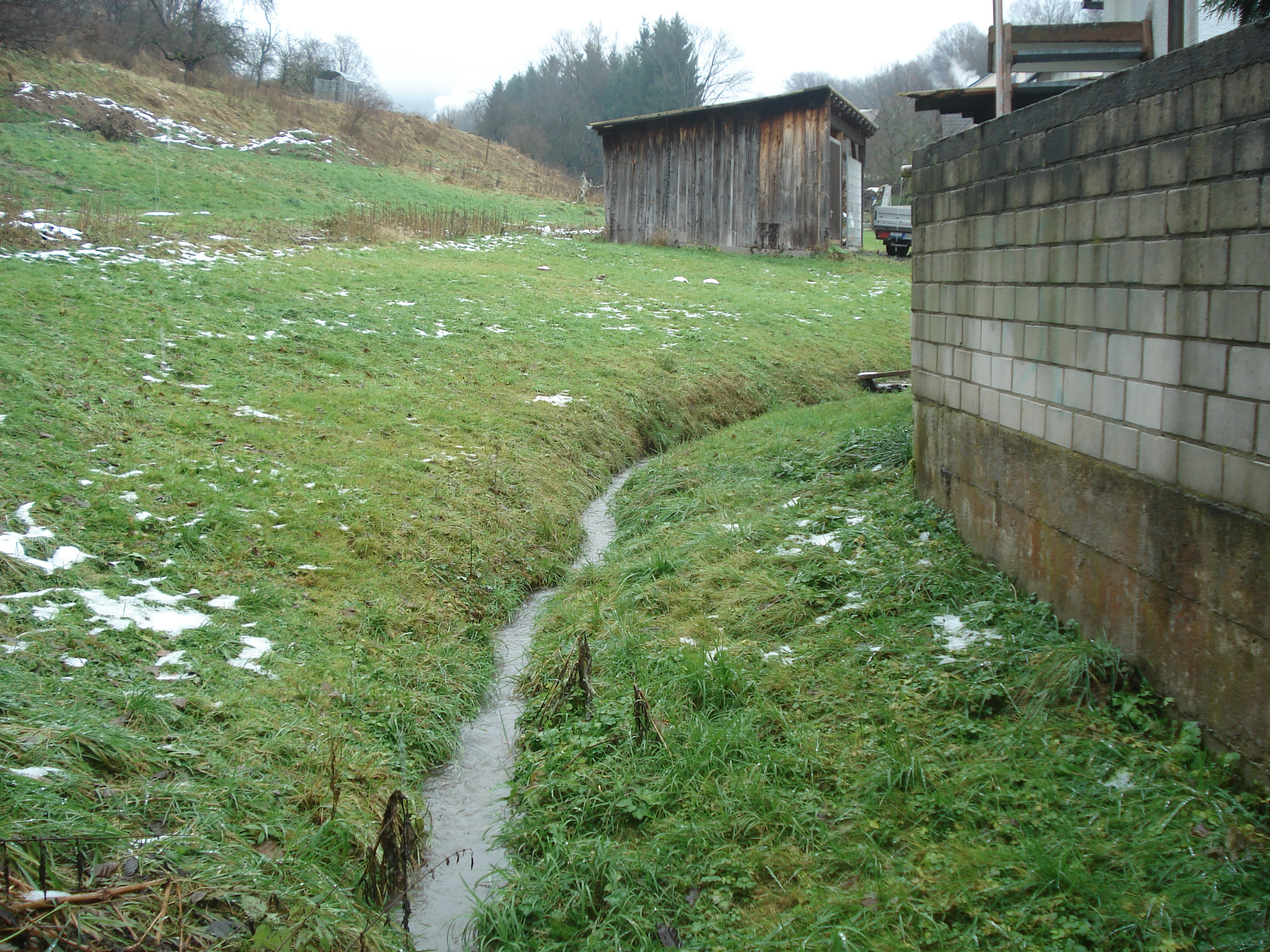

50°7′5.65″N 9°14′31.83″E / 50.1182361°N 9.2421750°E
克萊德斯巴赫河（德語：Kleidersbach），是德國的河流，位於該國東南部，由巴伐利亞負責管轄，屬於韋斯特巴赫河的左支流，河道全長0.9公里，流域面積0.45平方公里。